# 希爾萬國家公園
39°32′51″N 49°00′56″E / 39.54750°N 49.01556°E

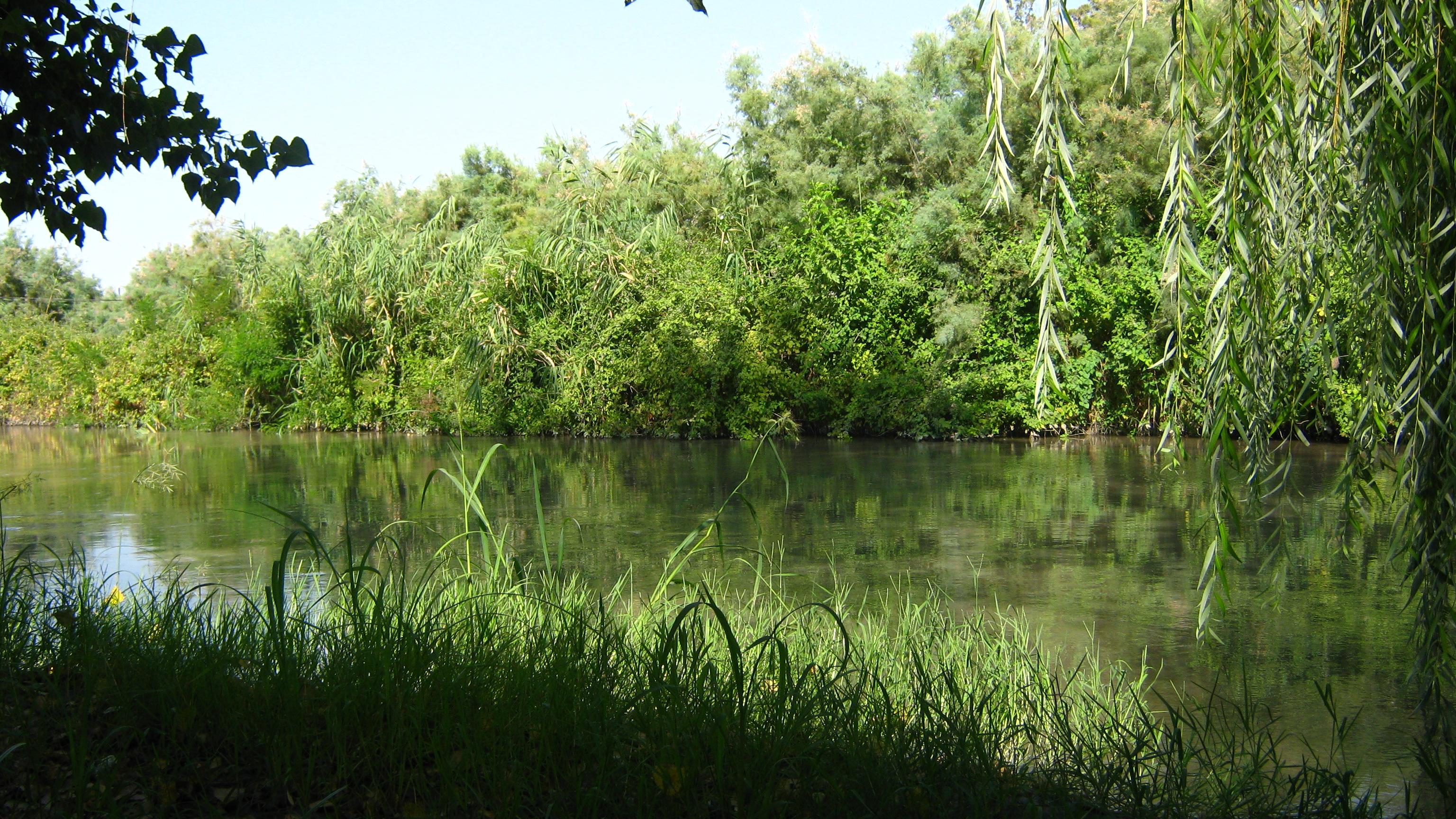

希爾萬國家公園是阿塞拜疆的國家公園，位於該國東南部薩利揚區，成立於2003年7月5日，面積543.7平方公里，有赤狐、鵝喉羚、野豬、胡狼、叢林貓、歐洲野兔、希臘陸龜等野生動物棲息。